# La Argentina (Kolumbia)
La Argentina – miasto w Kolumbii, w departamencie Huila.